# The Everlasting Gaze
"The Everlasting Gaze" er en sang skrevet af Billy Corgan og indspillet af Smashing Pumpkins. Musikvideoen til sangen blev den første af tre fra albummet MACHINA/the Machines of God, der blev udgivet i 2000.
"The Everlasting Gaze" blev aldrig udgivet som cd-single, formentlig fordi sangen kunne downloades gratis fra bandets officielle hjemmeside i en kort periode, men der blev lavet en musikvideo, hvilket også har gjort, at mange regner "The Everlasting Gaze" som den første single fra albummet (i stedet for "Stand Inside Your Love", der blev udgivet som cd-single i februar 2000). "The Everlasting Gaze" blev også inkluderet på bandets Greatest Hits-plade Rotten Apples i 2001 sammen med de to officielle singler fra MACHINA/the Machines of God. 
I april 2000 udgav Billy Corgan et kassettebånd med titlen Friends and Enemies of Modern Music med forskellige demoer, heriblandt nummeret "Disco King", der var en meget tidlig udgave af, hvad der skulle blive "The Everlasting Gaze". Selv om de to versioner har mange ligheder, så indeholder originalen bl.a. en a capella-sektion. I 2008 blev "The Everlasting Gaze", sammen med bl.a. tre andre Smashing Pumpkins-sange G.L.O.W., 1979 og Today, udgivet i forbindelse med computerspillet Guitar Hero World Tour. 

## Musikvideo
Musikvideoen blev vist første gang på MTV d. 9. december 1999. Den er instrueret af Jonas Åkerlund, der også senere instruerede musikvideoen til "Try, Try, Try". Melissa auf der Maur, bandets turnérende bassist, medvirker for første gang i én af bandets musikvideoer, selvom det er D'arcy Wretzky, der spiller bas på albummet. Auf der Maur medvirkede også senere i musikvideoen til "Stand Inside Your Love". 